# Віттарюд
Віттарюд (швед. Vittaryd) — село у шведській провінції Крунуберг та історичній провінції Смоланд) Місце належить до муніципалітету Юнгбю і розташоване приблизно за 15 км на північ від Юнгбю.

## Місце
Початкова забудова у Віттарюді була біля церкви. Багато культурно та історично цінних будинків збереглося на цій території й сьогодні. Значна частина забудови сьогодні складається з односімейних будинків різних епох у різних стилях. Тут також розташовано близько 30 багатосімейних будинків і будинків з терасою або напівквартирних будинків. Також є багато земельних ділянок.

## Праця та життя
Початкова забудова у Віттарюді була біля церкви. Багато культурно та історично цінних будинків збереглося на цій території і сьогодні. Значна частина забудови сьогодні складається з односімейних будинків різних епох у різних стилях. Тут також розташовано близько 30 багатосімейних будинків і будинків з терасою або напівквартирних будинків. Також є багато земельних ділянок.

## Бізнес
Найбільшими роботодавцями у Віттарюді є:
- Tenneco Automotive Sverige AB: дилер запчастин для автомобілів із близько 250 співробітниками;
- Dörr & Portbolaget i Vittaryd AB: в основному постачає вхідні двері для будинків з низьким енергоспоживанням і пасивних будинків, а також різні столярні та будівельні компанії.

## Вільний час
Існує велика різноманітність клубів, таких як: Наприклад, церковна громада, спортивний клуб, клуб бджільництва, клуб фотографії та Hembygdsförening (різновид місцевої громади). У селі ви також знайдете різноманітні футбольні та тенісні корти, майданчик для гри в петанк і майданчик для тренувань. Місцями громадських зустрічей є громадський центр, будинок місцевої асоціації, а також клуб спортивного клубу та клуб аеропланерного клубу Feringe.

## Школи та молодші/догляд за дітьми
У Віттарюді ви знайдете дитячий садок, дитячий садок, центр дозвілля та школу для 0-6 класів. 7-9 класи відвідують Åbyschule (Åbyskolan) у Лагані.

## Послуги
Комерційні та муніципальні служби можна знайти в сусідньому місті Лаган. У Віттарюді є лише один ресторан, одна автомайстерня та одна заправка. Регулярно приходить і книжковий автобус.

## Природа і культура
Територія річки Воідостер рекомендована Міністерством внутрішніх справ для активного відпочинку. Є також частина океану і тюлені. Церква в наві костелу заслуговує на увагу е проведення культурних заходів. «Jonsboda missionshus» — велика культурна спадщина. Ocean Video Star ідеально підходить для гарного літа та сонця для купання.

## Відомі люди
- Нільс Лінней (1674—1748), пастор і батько природознавця Карла Ліннея